# 블랙베리 OS
블랙베리 OS(BlackBerry OS)는 리서치 인 모션(Research In Motion Limited, RIM)이 블랙베리 스마트폰을 위해 만든 소프트웨어 플랫폼이다. 이 운영 체제는 멀티태스킹을 제공하고, RIM이 채택한 트랙휠, 트랙볼, 트랙패드, 터치스크린 같은 특화된 입력 장치들을 지원한다. 7.1 OS 버전부터는 핫스팟 기능이 추가되었다.

## 새 제품
이후 새 제품은 블랙베리 10 OS로 바뀌어서 출시되고 있다.

## 점유율
안드로이드와 iOS에 밀려서 점유율이 하락하고 있다.

## 버전
| 중단된 버전 |  | 현재 버전 |  |

| 1.0  | 1999년 1월     | 블랙베리 OS가 페이저 블랙베리 850에 탑재되어 처음 출시되었다. |
| 3.6  | 2002\|03       | 블랙베리 5810 스마트폰에 탑재됨. |
| 5.0  | 2009년 8월 4일 | 블랙베리 볼드 9000 8520에 탑재됨. |
| 6.0  | 2010년 3분기   | 2010년 4월 RIM은 블랙베리OS 6.0 을 발표하고 2010 3분기에 출시하였다.새로운 WebKit 기반의 브라우저가 탑재되었다.                                                                                            |
| 7.0  | 2011년 8월     | 2011년 8월 공식적으로 블랙베리 볼드 (9900/9930), 블랙베리 토치 (9810/9850/9860), 블랙베리 Curve (9350/9360/9370/9380)와 함께 출시됐다. 7.0버전 이전에 출시됐던 블랙베리 폰들은 업데이트가 지원되지 않는다. |
| 7.1  | 2012           | - WiFi 핫스팟기능 추가 - (통신사가 지원할 경우) 와이파이로 전화를 할 수 있다 - FM 라디오가능 일부(Curve)폰 만 지원됨. - 블랙베리 태그 (NFC로 이미지 공유)                                                  |
| 버전 | 출시일         | 기능 / 정보 |

## 같이 보기
- 블랙베리 (스마트폰)
- 리서치 인 모션